# Le Pellerin
Le Pellerin település Franciaországban, Loire-Atlantique megyében. Lakosainak száma 5335 fő (2022. január 1.). Le Pellerin Couëron, Bouée, Brains, Cheix-en-Retz, Cordemais, Frossay, Rouans, Saint-Étienne-de-Montluc, Saint-Jean-de-Boiseau és Vue községekkel határos.

## Népesség
A település népességének változása:
| Lakosok száma | 2685 | 3478 | 3712 | 4181 | 4719 | 4964 | 5100 | 5200 | 5251 | 5335 |
|               | 1968 | 1982 | 1990 | 2006 | 2013 | 2015 | 2017 | 2019 | 2020 | 2022 |